# Kawarau River
45°03′S 169°12′Ø / 45.050°S 169.200°Ø
Kawarau River er en flod i Otago regionen på Sydøen i New Zealand. Floden har sit udspring i Lake Wakatipu, hvorefter den snor sig 60 kilometer mod øst, hvor den ender i Lake Dunstan nær Cromwell. Undervejs løber Shotover River og Nevis River sammen med Kawarau River. 
Tværs over floden går Kawarau Bridge, som er det første sted i verden, hvor man kommercielt sprang elastikspring. Samtidigt er Kawarau River den flod i New Zealand, hvor flest dyrker River Rafting. Udover river rafting, kan man desuden riversurfe og dyrke Jetboating på floden. 
I det 19. århundrede fandt man guld i floden og kører man langs floden fra Queenstown til Cromwell, har man som turist stadig muligheden for at forsøge sig som guldgraver ved Goldfields Mining Centre udenfor Cromwell. 
Derudover dannede floden blandt andet baggrund for scenen med "Pillars of the King" i Ringenes Herre trilogien.